# 烏爾梅尼鄉 (布澤烏縣)
45°3′N 26°36′E / 45.050°N 26.600°E
烏爾梅尼鄉（羅馬尼亞語：Comuna Ulmeni, Buzău），是羅馬尼亞的鄉份，位於該國東南部，由布澤烏縣負責管轄，面積37平方公里，海拔高度115米，2007年人口3,209，人口密度每平方公里88人。